# Supercoupe d'Espagne féminine de football 2023-2024
Navigation
Édition précédente Édition suivante
La Supercoupe d'Espagne féminine 2023-2024 est une compétition de football opposant les deux finalistes de la Coupe d'Espagne 2022-2023 et les deux autres meilleures équipes du championnat 2022-2023. Il s'agit de la 9e édition du trophée, la 5e sous ce format.
La Supercoupe s'est jouée du 16 au 20 janvier 2024, dans un seul et même stade, celui de Butarque à Leganés dans la province de Madrid en Espagne,.
Le FC Barcelone à conservé son titre en battant Levante U.D. en finale (7-0).

## Format
La compétition se dispute sous forme d'élimination directe, avec deux demi-finales et une finale. Pour cette saison, le Real Madrid et l'Atlético de Madrid sont qualifiés en tant que finalistes de la coupe d'Espagne 2022-2023 et le FC Barcelone et Levante Unión Deportiva en tant que 1er et 3e du championnat.

## Participants
| Club                    | Qualifié en tant que                                                     |
| ----------------------- | ------------------------------------------------------------------------ |
| FC Barcelone            | Champion de la Liga F 2022-23                                            |
| Atlético de Madrid      | Vainqueur de la Coupe d'Espagne 2022-23                                  |
| Real Madrid             | Deuxième de la Liga F 2022-23 et finaliste de la Coupe d'Espagne 2022-23 |
| Levante Union Deportiva | Troisième de la Liga F 2022-23                                           |

## Résultats
|  | Demi-finales             | Demi-finales             |              |   | Finale                   | Finale                   |
|  | Demi-finales             | Demi-finales             |              |   | Finale                   | Finale                   |
|  |                          |                          |              |   |                          |                          |
|  | 16 janvier 2024, Leganés | 16 janvier 2024, Leganés |              |   | 20 janvier 2024, Leganés | 20 janvier 2024, Leganés |
|  | 16 janvier 2024, Leganés | 16 janvier 2024, Leganés |              |   | 20 janvier 2024, Leganés | 20 janvier 2024, Leganés |
|  | Atlético de Madrid       | 1                        |              |   | 20 janvier 2024, Leganés | 20 janvier 2024, Leganés |
|  | Atlético de Madrid       | 1                        |              |   | 20 janvier 2024, Leganés | 20 janvier 2024, Leganés |
|  | Levante U.D.             | 3                        |              |   | 20 janvier 2024, Leganés | 20 janvier 2024, Leganés |
|  | Levante U.D.             | 3                        | FC Barcelone | 7 |                          |                          |
|  | 17 janvier 2024, Leganés |                          | FC Barcelone | 7 |                          |                          |
|  |                          | Levante U.D.             | 0            |   |                          |                          |
|  | FC Barcelone             | Levante U.D.             | 0            | 4 |                          |                          |
|  | FC Barcelone             |                          |              | 4 |                          |                          |
|  | Real Madrid              | 0                        |              |   |                          |                          |
|  | Real Madrid              | 0                        |              |   |                          |                          |

### Demi-finales
| Titulaires : |  |
| |  |
| Lola Gallardo-Ainhoa Vicente-Cinta Rodríguez-Carmen Menayo, 97e-Andrea Medina, 66e-Vilde Bøe Risa, 117e-Gabriela García-Eva Navarro, 98e-Leicy Santos, 98e-Rasheedat Ajibade, 105e-Sheila Guijarro Gómez. ·                      |  |
| Remplaçants : |  |
| Ana-Maria Crnogorčević, 66e -Sonia García Majarín, 97e -Sheila García, 98e -Estefanía Banini, 98e -Ludmila, 105e -Lucía Moral, 117e -Xènia Pérez Almiñana-Marta Cardona-Hanna Lundkvist-Patricia Larqué-Alexia Fernández Díaz. · |  |
| Entraîneur : |  |
| Manuel Cano |  |

| Titulaires : |  |
| |  |
| Emma Holmgren-Paula Tomás Serer-Núria Mendoza-María Méndez Fernández-Antonia, 46e-Nataša Andonova, 99e-Paula Fernández, 120+3e-Leire Baños-Ángela Sosa-Alba Redondo, 119e-Mayra Ramírez, 83e. ·             |  |
| Remplaçants : |  |
| Silvia Lloris, 46e -Daniela Arques Lázaro, 99e -María Alharilla Casado, 120+3e -Gabi Nunes, 83e -Anna Torrodà Ricart, 119e -María López Valenzuela-Estela Carbonell-Érika González-Andrea Tarazona Brisa. · |  |
| Entraîneur : |  |
| José Luis Sanchez |  |

| Titulaires : |  |
| |  |
| Lola Gallardo-Ainhoa Vicente-Cinta Rodríguez-Carmen Menayo, 97e-Andrea Medina, 66e-Vilde Bøe Risa, 117e-Gabriela García-Eva Navarro, 98e-Leicy Santos, 98e-Rasheedat Ajibade, 105e-Sheila Guijarro Gómez. ·                      |  |
| Remplaçants : |  |
| Ana-Maria Crnogorčević, 66e -Sonia García Majarín, 97e -Sheila García, 98e -Estefanía Banini, 98e -Ludmila, 105e -Lucía Moral, 117e -Xènia Pérez Almiñana-Marta Cardona-Hanna Lundkvist-Patricia Larqué-Alexia Fernández Díaz. · |  |
| Entraîneur : |  |
| Manuel Cano |  |

| Titulaires : |  |
| |  |
| Emma Holmgren-Paula Tomás Serer-Núria Mendoza-María Méndez Fernández-Antonia, 46e-Nataša Andonova, 99e-Paula Fernández, 120+3e-Leire Baños-Ángela Sosa-Alba Redondo, 119e-Mayra Ramírez, 83e. ·             |  |
| Remplaçants : |  |
| Silvia Lloris, 46e -Daniela Arques Lázaro, 99e -María Alharilla Casado, 120+3e -Gabi Nunes, 83e -Anna Torrodà Ricart, 119e -María López Valenzuela-Estela Carbonell-Érika González-Andrea Tarazona Brisa. · |  |
| Entraîneur : |  |
| José Luis Sanchez |  |

| Titulaires : |  |
| |  |
| Cata Coll-Lucy Bronze-Irene Paredes, 65e-Ingrid Engen-Ona Batlle-Aitana Bonmatí, 80e-Keira Walsh-Patri Guijarro-Caroline Graham Hansen, 74e-Mariona Caldentey, 65e-Salma Paralluelo, 65e ·                |  |
| Remplaçants : |  |
| Claudia Pina, 65e -Asisat Oshoala, 65e -Martina Fernández Vila, 65e -Esmee Brugts, 74e -Vicky López, 80e -Sandra Paños-Marta Torrejón-Bruna Vilamala-Gemma Font Oliveras-Giulia Dragoni-Lucía Corrales. · |  |
| Entraîneur : |  |
| Jonatan Giráldez |  |

| Titulaires : |  |
| |  |
| María Rodríguez-Olga Carmona, 74e-Kathellen Sousa-Ivana Andrés-Oihane Hernández-Sandie Toletti, 83e-Claudia Zornoza, 65e-Athenea del Castillo-Linda Caicedo, 46e-Naomie Feller, 83e ·                       |  |
| Remplaçants : |  |
| Caroline Møller, 46e -Maite Oroz, 65e -Sofie Svava, 74e -Hayley Raso, 83e -Olaya Enrique Rodríguez, 83e -Teresa Abelleira-Kenti Robles-Mylène Chavas-Laia López de la Morena-Sara López-Paula Comendador. · |  |
| Entraîneur : |  |
| Alberto Toril |  |

| Titulaires : |  |
| |  |
| Cata Coll-Lucy Bronze-Irene Paredes, 65e-Ingrid Engen-Ona Batlle-Aitana Bonmatí, 80e-Keira Walsh-Patri Guijarro-Caroline Graham Hansen, 74e-Mariona Caldentey, 65e-Salma Paralluelo, 65e ·                |  |
| Remplaçants : |  |
| Claudia Pina, 65e -Asisat Oshoala, 65e -Martina Fernández Vila, 65e -Esmee Brugts, 74e -Vicky López, 80e -Sandra Paños-Marta Torrejón-Bruna Vilamala-Gemma Font Oliveras-Giulia Dragoni-Lucía Corrales. · |  |
| Entraîneur : |  |
| Jonatan Giráldez |  |

| Titulaires : |  |
| |  |
| María Rodríguez-Olga Carmona, 74e-Kathellen Sousa-Ivana Andrés-Oihane Hernández-Sandie Toletti, 83e-Claudia Zornoza, 65e-Athenea del Castillo-Linda Caicedo, 46e-Naomie Feller, 83e ·                       |  |
| Remplaçants : |  |
| Caroline Møller, 46e -Maite Oroz, 65e -Sofie Svava, 74e -Hayley Raso, 83e -Olaya Enrique Rodríguez, 83e -Teresa Abelleira-Kenti Robles-Mylène Chavas-Laia López de la Morena-Sara López-Paula Comendador. · |  |
| Entraîneur : |  |
| Alberto Toril |  |

### Finale
| Titulaires : |  |
| |  |
| Cata Coll-Lucy Bronze-Irene Paredes, 46e-Ingrid Engen-Ona Batlle-Aitana Bonmatí, 79e-Keira Walsh-Patri Guijarro, 63e-Caroline Graham Hansen, 64e-Mariona Caldentey-Salma Paralluelo, 64e ·   |  |
| Remplaçants : |  |
| Martina Fernández Vila, 46e -Claudia Pina, 63e -Asisat Oshoala, 64e -Vicky López, 64e -Bruna Vilamala, 79e -Esmee Brugts-Marta Torrejón-Gemma Font Oliveras-Giulia Dragoni-Lucía Corrales. · |  |
| Entraîneur : |  |
| Jonatan Giráldez |  |

| Titulaires : |  |
| |  |
| Emma Holmgren-Paula Tomás Serer, 46e-Núria Mendoza-María Méndez Fernández-Silvia Lloris-Paula Fernández-Leire Baños, 46e-Ángela Sosa, 46e-Alba Redondo, 119e-Nataša Andonova-Mayra Ramírez, 83e. · |  |
| Remplaçants : |  |
| Antonia, 46e -Gabi Nunes, 83e -Daniela Arques Lázaro, 99e -Anna Torrodà Ricart, 119e -Érika González, 119e -María López Valenzuela-Estela Carbonell-Andrea Tarazona Brisa. ·                       |  |
| Entraîneur : |  |
| José Luis Sánchez |  |

| Titulaires : |  |
| |  |
| Cata Coll-Lucy Bronze-Irene Paredes, 46e-Ingrid Engen-Ona Batlle-Aitana Bonmatí, 79e-Keira Walsh-Patri Guijarro, 63e-Caroline Graham Hansen, 64e-Mariona Caldentey-Salma Paralluelo, 64e ·   |  |
| Remplaçants : |  |
| Martina Fernández Vila, 46e -Claudia Pina, 63e -Asisat Oshoala, 64e -Vicky López, 64e -Bruna Vilamala, 79e -Esmee Brugts-Marta Torrejón-Gemma Font Oliveras-Giulia Dragoni-Lucía Corrales. · |  |
| Entraîneur : |  |
| Jonatan Giráldez |  |

| Titulaires : |  |
| |  |
| Emma Holmgren-Paula Tomás Serer, 46e-Núria Mendoza-María Méndez Fernández-Silvia Lloris-Paula Fernández-Leire Baños, 46e-Ángela Sosa, 46e-Alba Redondo, 119e-Nataša Andonova-Mayra Ramírez, 83e. · |  |
| Remplaçants : |  |
| Antonia, 46e -Gabi Nunes, 83e -Daniela Arques Lázaro, 99e -Anna Torrodà Ricart, 119e -Érika González, 119e -María López Valenzuela-Estela Carbonell-Andrea Tarazona Brisa. ·                       |  |
| Entraîneur : |  |
| José Luis Sánchez |  |